# Хеншель, Милтон Джордж
Ми́лтон Хе́ншель (англ. Milton George Henschel; 9 августа 1920, Помона, Нью-Джерси, США — 22 марта 2003) — американский религиозный деятель, пятый президент «Общества Сторожевой башни» (1992—2000).

## Биография
Родился 9 августа 1920 года в Помоне штата Нью-Джерси в семье «Исследователей Библии».
В 1934 году стал служителем свидетелей Иеговы отправившись по просьбе своего отца Германа Джорджа Хеншеля в Бруклин, чтобы принять участие в строительстве объектов Бетеля.
Милтон Хеншель начал служение в главном управлении свидетелей Иеговы и посвятил этому служению более 60 лет. Он быстро обратил на себя внимание своей рассудительностью и искренним интересом к делу проповеди. В 1939 году начал работать в качестве сотрудника с полной занятостью в штате «Сторожевой башни». и тогда же стал секретарём Нейтана Норра, который в то время был надзирателем типографии в главном управлении «Общества Сторожевой Башни». Когда в 1942 году Норр стал третьим президентом «Общества Сторожевой Башни», он оставил Хеншеля своим помощником.
В 1956 году вступил в брак с Люсиль Беннетт.
Хеншель посетил свыше 150 стран мира и иногда такие поездки были нелёгкими и даже опасными. В 1963 году, посещая конгресс в Либерии, Хеншель стал жертвой жестокого преследования из-за того, что отказался принять участие в патриотической церемонии. Не поддавшись страху, несколько месяцев спустя  Хеншель вернулся в Либерию, чтобы встретиться с президентом страны и обсудить вопрос о предоставлении свидетелям Иеговы в Либерии большей свободы вероисповедания.
В июле 1968 года в интервью Detroit Free Press объясняя запрет у свидетелей Иеговы на пересадку органов (существовал до 1980 года) отметил, что «трансплантация органов это настоящий каннибализм».
В 1976 году стал членом Руководящего совета.
После смерти Фредерика Френца в 1992 году Милтон Хеншель стал пятым президентом «Общества Сторожевой Башни». В отличие от своих предшественников добровольно подал в отставку (все прочие президенты находились на своём посту пожизненно). После Милтона Хеншеля президентом был назначен Дон Алден Адамс. В то же время Хеншель остался членом Руководящего совета, который, отделившись от «Общества Сторожевой башни», мог, по словам начальника управления по связям с общественностью Джеймса Н. Пеллечиа, теперь больше «сосредоточиться на служении Слова» (англ. concentrate more on the ministry of the Word) (подразумевается религиозная деятельность).
Скончался 22 марта 2003 года в возрасте 82 лет.